# 머리말

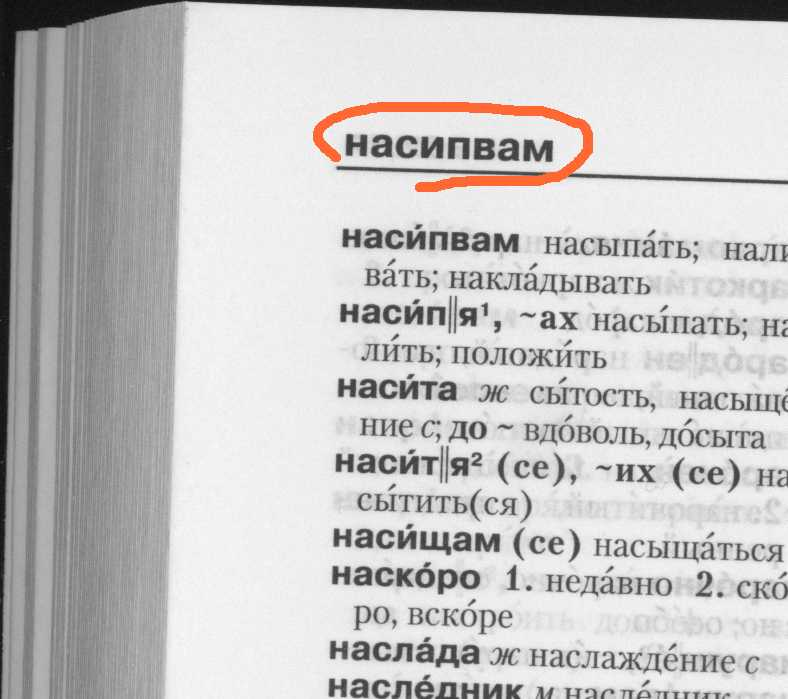
사전의 머리말.

머리말 또는 머리글은 타이포그래피에서 본문과 구별되면서도 인쇄된 페이지의 꼭대기에 보이는 글을 말한다. 워드 처리 프로그램은 일반적으로 머리말을 만들고 유지하는 기능을 제공하며 여기서 머리말은 페이지마다 동일할 수도 있고 페이지 번호와 같이 조금 다르게 매기는 경우도 있다.
출판에서 머리말은 난외표제(欄外標題, running head)로도 불린다. 책에서의 일반적인 난외표제는 펼친 책의 왼쪽면에 책 제목을 이루고 있고 오른쪽면에는 챕터의 제목을 나열한다. 또, 왼쪽면에 챕터의 제목이 오는 경우도 있으며 세분화된 제목이 오른쪽면에 오는 경우도 있다. 논문작성 시 APA 스타일에서 러닝 헤드는 왼쪽 상단에 배치된다.
대부분 러닝 헤드는 종종 실용적인 목적으로 사용된다. 모든 페이지가 논문의 일부라는 표시가 명확하게 표시되는 것이 바람직하기 때문이다. 논문이 인쇄된 후 여러 페이지가 바닥에 떨어지거나 뒤섞이더라도 각 페이지의 헤드와 페이지 번호가 표시되어 있으면, 독자는 쉽게 논문 페이지를 파악하고 올바른 순서로 되돌려 놓을 수 있다.

## 같이 보기
- 서문
- 꼬리말